# Barrio del Centenario

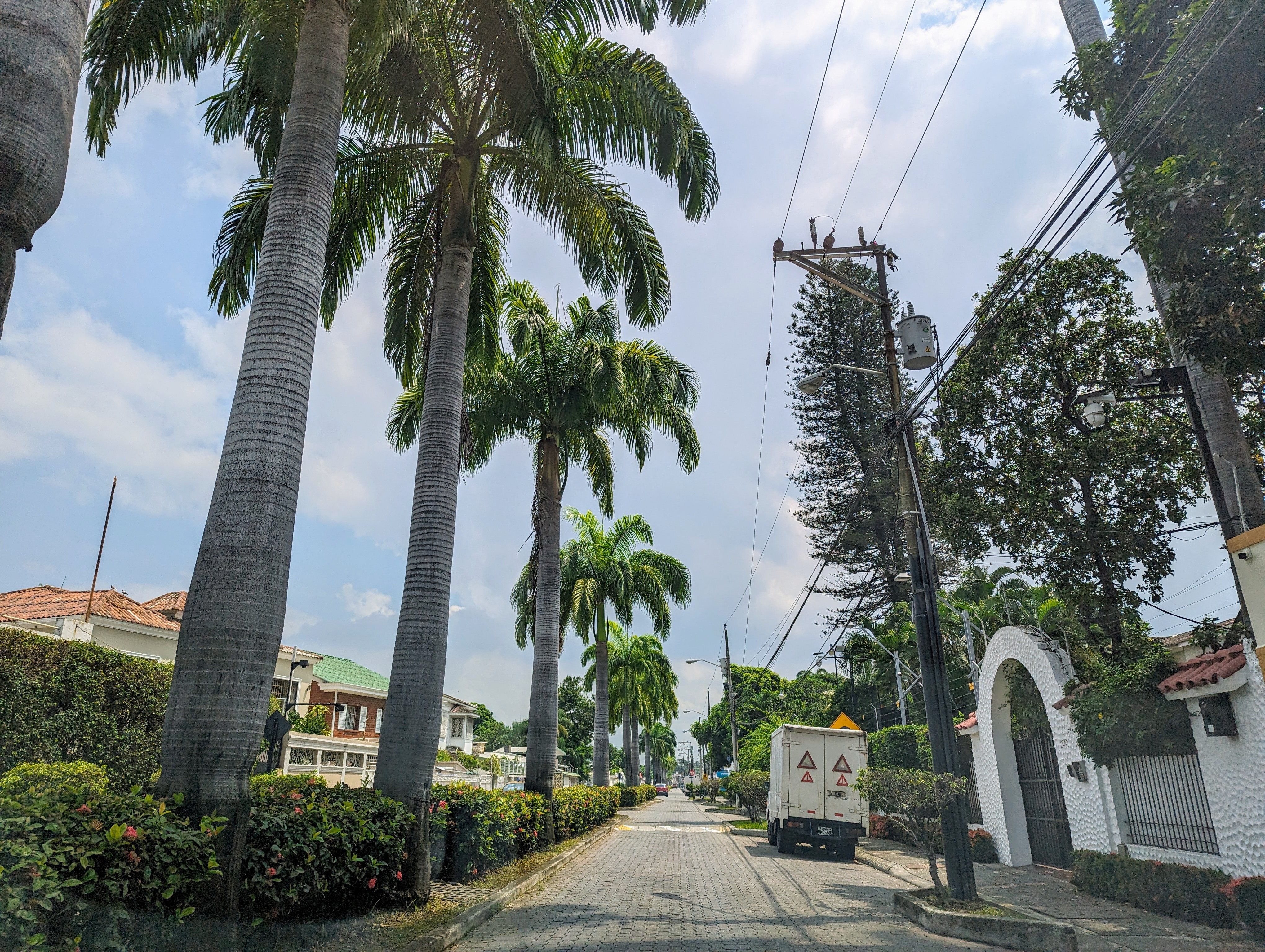
Vista del Barrio del Centenario.

El Barrio del Centenario es un barrio ubicado al sur de la ciudad de Guayaquil, Ecuador, en la parroquia Ximena. Su construcción data del año 1920 y fue el primer sector residencial de la ciudad.

## Historia
La idea de construir un barrio en el sector nació por parte de Rafael Guerrero Martínez en 1915, año en que empezó a comprar lotes en el sector a la hacienda La Esperanza, propiedad de la familia Chambers Vivero. El barrio fue finalmente construido en 1919 como el primer barrio urbanizado de la ciudad. Fue bautizado con el nombre de "Centenario" como conmemoración de los cien años de independencia de Guayaquil.
Las primeras casas del sector fueron construidas por arquitectos e ingenieros italianos y eran dirigidas a las familias más pudientes de la ciudad. En la actualidad aún se conservan muchas de las mansiones de la época.
Entre las familias que habitaron en el barrio se cuenta a los Plaza, De Prati, Ycaza, Estrada, entre otros.

## Actualidad
El barrio fue intervenido por el Municipio de la ciudad dentro de su proceso de regeneración urbana en el año 2002, a un costo de más de cinco millones de dólares. Fue uno de los primeros sectores de la ciudad en ser regenerados. En el mismo se adoquinaron las calles, se arreglaron las veredas y se plantaron árboles y palmeras ornamentales.
El barrio originalmente contaba con 26 manzanas que englobaban 308 casas, 51 de las cuales han sido declaradas patrimonio histórico por su antigüedad. Sus límites originales eran: La calle el Oro por el norte, la calle José Vicente Trujillo por el sur, la calle Seis de Marzo por el oeste y la calle Rosa Borja de Ycaza por el este.
El Barrio del centenario se extendió por el este más allá de los límites de la calle Rosa Borja de Ycaza por una cuadra más  (donde se ubica el Colegio Cristóbal Colón) hasta llegar a la Avenida Domingo Comín que marca el límite con el Barrio Cuba y por el oeste se extendió una cuadra más (en donde hoy se ubica un Mi Comisariato, anteriormente conocido como "El Rosado".) hasta la calle Bogotá que marca el límite con el Barrio del Seguro por el noroeste y la Urbanización Las Joyas por el sudoeste. Por el norte limita con el Barrio del Astillero a partir de la calle El Oro y por el sur limita con la Ciudadela Villamil que se encuentra dentro de la Urbanización La Saiba a partir de la calle José Vicente Trujillo.
La regeneración urbana solo llegó hasta las calles comprendidas entre el Oro por el norte, Francisco Segura Cano por el sur, Bogotá por el oeste y Rosa Borja de Ycaza por el este, lo que hoy se denomina "Centenario Central" dejando a las cuadras a partir de la Francisco Segura Cano hasta la José Vicente Trujillo sin regeneración urbana alguna y con la nueva denominación de Centenario Sur.
En el sector se ubican los colegios Cristóbal Colón, Liceo Panamericano, Vida Nueva, Nueva Semilla y Sagrados Corazones; así como la Clínica Alcívar, la misma que lleva 70 años en el sector.